# 班特島
67°9′S 50°57′E / 67.150°S 50.950°E
班特島是南極洲的島嶼，位於恩德比地的阿蒙森灣，處於博爾島以東，在1956年被澳大利亞探險隊發現，以莫森站的生物學家命名。